# Buteo augur
El busardo augur oriental o ratonero augur (Buteo augur) es una especie de ave falconiforme de la familia Accipitridae nativa de África.

## Distribución y hábitat
Su hábitat natural  son los bosque húmedos, sabanas, praderas y pastizales. Se puede encontrar en  Angola, Etiopía, Eritrea, Mozambique, Namibia, Kenia, Tanzania, República Democrática del Congo, Sudán del Sur, Malaui, Uganda y Zambia.